# 余熙春
余熙春，字海若，贵州贵阳人，清朝政治人物、同進士出身。
光緒六年（1880年）庚辰科進士，三甲三名，同年五月，改翰林院庶吉士。。光緒九年四月，散館，授翰林院檢討。